# 2009年5月

## 5月31日
- 美国海神号遥控水下航行器到达世界海洋最深处、约11,000米深的马里亚纳海沟挑战者深渊，成为史上第三个到达该处的水下航行器。新浪网（页面存档备份，存于）
- 香港8000人參加紀念六四事件遊行，遊行人數創下了16年來的新高。數字創新高相信是因為特首曾蔭權早前的「我的六四觀代表全體香港人」言論，惹怒港人新浪网（页面存档备份，存于）
- 台灣2000多名醫學生和民眾走上街頭，參加531大遊行，要求修改醫師法認證外國學歷及實習。知名網路作家九把刀亦加入聲援。聯合報

## 5月30日
- 2009年甲型H1N1流感疫潮：
  - 黎巴嫩和愛沙尼亞首次確診。路透社（页面存档备份，存于）法新社（页面存档备份，存于）
- 巴基斯坦政府军从塔利班手中夺回了对西北边境省斯瓦特县的最大城市明戈拉的控制权。BBC中文网（页面存档备份，存于）

## 5月28日
- 美韓聯軍司令部5月28日上午将对朝鲜情报监视态势级别提升一级至第二级。BBC（页面存档备份，存于）

## 5月27日
- 朝鲜对韩国在前一日加入“防扩散安全倡议”采取强硬措施，宣布将不再受1953年朝鲜战争双方在板门店签署的《朝鲜停战协定》的约束。新浪网（页面存档备份，存于）新华网（页面存档备份，存于）
- 国际空间站第20长期考察组的3名宇航员在哈萨克斯坦拜科努尔发射场乘坐俄罗斯联盟TMA-15载人飞船升空，将使国际空间站常驻人员首次增加到6名。新华网 Archive.today的存檔，存档日期2013-04-28
- 西班牙巴塞罗那队在意大利罗马奥林匹克球场举行的2009年欧洲冠军联赛决赛中以2:0战胜英格兰曼彻斯特联队，第3次夺得冠军杯。新华网（页面存档备份，存于）

## 5月26日
- 中国共产党总书记胡锦涛在北京會晤到访的台湾中国国民党主席吴伯雄，取得多项共识。BBC（页面存档备份，存于）
- 尼日尔总统马马杜·坦贾签署法令宣布解散议会，此前议会反对总统提出的通过全民公决修改宪法以延长总统任期的提议。新华网 Archive.today的存檔，存档日期2013-04-28

## 5月25日
- 奥地利导演迈克尔·哈内克执导的电影《白丝带》在法国戛纳举行的第62届戛纳国际电影节上获得金棕榈奖。新华网（页面存档备份，存于）
- 朝鲜民主主义人民共和国在咸镜北道吉州郡的地下设施内进行了第二次核试验。新华网新华网（页面存档备份，存于）
- 蒙古国前总理、民主党总统候选人查希亚·额勒贝格道尔吉赢得在24日举行的总统选举，当选为新一任蒙古国总统。新华网 Archive.today的存檔，存档日期2013-04-28

## 5月24日
- 马其顿傍晚发生里氏5.4级地震。地震造成部分房屋毁损，但尚无人员伤亡的报道。新华网（页面存档备份，存于）
- 奥地利首都维也纳一座印度教寺庙发生枪击血案，至少造成16人受伤。新华网（页面存档备份，存于）
- 第六届世界福建同乡恳亲大会在南非开普敦举行，1000多名代表参加。新华网 Archive.today的存檔，存档日期2013-04-28
- 布朗车队的英国车手詹森·巴顿赢得在蒙地卡罗举行的2009年摩纳哥大奖赛的冠军，这是他在2009年世界一级方程式锦标赛前6场比赛中赢得的第5个冠军。网易

## 5月23日
- 大韓民國前總統盧武鉉在慶尚南道金海市自家住宅的后山上跳崖自杀身亡，享壽62歲。中國評論新聞網（页面存档备份，存于）韩联网（页面存档备份，存于）
- 德国现任总统、基督教民主联盟总统候选人霍斯特·克勒在当天德国联邦大会举行的总统选举中获胜，将连任总统。新华网（页面存档备份，存于）
- 尼泊尔制宪会议选举尼泊尔共产党（联合马列）高级领导人马达夫·库马尔·内帕尔为新一任政府总理。新华网（页面存档备份，存于）

## 5月22日
- 马拉维现任总统宾古·瓦·穆塔里卡在19日举行的总统选举中获胜，获得连任。新华网（页面存档备份，存于）
- 台湾高雄市长陈菊以世界运动会承办城市市长身份到北京於5月22日会晤了中国国家体育总局局长、中国奥委会主席刘鹏。 保证大陆运动员到访高雄的安全BBC（页面存档备份，存于）

## 5月21日
- 烏克蘭球隊頓內次克礦工在伊斯坦堡薩拉科格魯球場以2-1擊敗德國雲達不來梅，奪得最後一屆歐洲足協盃。紐約時報（页面存档备份，存于）
- 尼泊尔夏尔巴人登山家阿帕·谢尔帕第19次登顶珠穆朗玛峰，刷新他自己保持的登顶珠穆朗玛峰次数最多的世界纪录。新华网（页面存档备份，存于）

## 5月20日
- 印度尼西亚空军一架载有109人的C-130运输机在东爪哇省失事坠毁，造成至少96人死亡，15人受伤。新华网（页面存档备份，存于）新华网（页面存档备份，存于）
- 中国国务院总理温家宝在捷克首都布拉格同欧盟轮值主席国捷克总统克劳斯、欧盟委员会主席巴罗佐举行第十一次中欧领导人会晤。新华网（页面存档备份，存于）

## 5月19日
- 科学家在美国纽约自然历史博物馆展示一具1983年在德国出土的、距今约4700万年的麦塞尔达尔文猴化石，并认为其有助于研究人类的进化轨迹。新华网（页面存档备份，存于）
- 世界衛生組織召開年度大會。

## 5月18日
- 立陶宛独立候选人、欧盟委员会委员格里包斯凯特赢得17日举行的立陶宛总统选举，将成为立陶宛历史上首位女总统。新华网（页面存档备份，存于）
- 斯里兰卡政府军在穆莱蒂武区击毙反政府武装泰米尔伊拉姆猛虎解放组织最高领导人普拉巴卡兰后，宣布斯里兰卡内战结束。新华网（页面存档备份，存于）路透中国（页面存档备份，存于）

## 5月16日
- 由印度国民大会党领导的政党联盟在议会人民院选举中战胜人民党领导的政党联盟，总理曼莫汉·辛格将继续连任。新华网（页面存档备份，存于）
- 挪威歌手亚历山大·雷巴克凭借演唱歌曲《童话》赢得在俄罗斯莫斯科举行的第54届欧洲歌唱大赛的冠军。BBC中文网（页面存档备份，存于）腾讯网（页面存档备份，存于）

## 5月15日
- 2009年甲型H1N1流感疫潮：
  - 土耳其和印度確診首宗病例。中國日報（页面存档备份，存于）路透社（页面存档备份，存于）

## 5月14日
- 2009年甲型H1N1流感疫潮：
  - 厄瓜多爾和馬來西亞確診首宗病例。台北時報（页面存档备份，存于）馬來郵報[永久]
- 緬甸民主領袖昂山素季因較早前有美國人闖入其家中被軍政府起訴，她與兩名傭人現正被囚於永盛監獄。美國之音
- 欧洲航天局在圭亚那航天中心將和普朗克卫星由搭载升空。新华网 Archive.today的存檔，存档日期2013-04-28

## 5月13日
- 2009年甲型H1N1流感疫情：
  - 比利時確診首宗流感。曼谷郵報
- 第62届戛纳国际电影节在法国戛纳开幕，法国演员伊莎贝尔·于佩尔担任本届评委会主席。新华网
- 欧盟委员会判定世界最大的电脑芯片制造商美国英特尔公司违反欧盟反垄断法规，对其处以高达10.6亿欧元的罚款。新华网
- Cave Game，也就是Minecraft的前身誕生。

（页面存档备份，存于）

## 5月12日
- 2009年甲型H1N1流感疫情：
  - 泰國和芬蘭確診首宗流感。馬來西亞星報[]The Standard
  - 全球確診案例已達5000宗。海峽時報（页面存档备份，存于）
- NASA進行哈勃望遠鏡最後一次維護工程。由亞特蘭提斯號執行任務。

## 5月11日
- 2009年甲型H1N1流感疫情：
  - 古巴確診首索流感。今日美國報（页面存档备份，存于）
  - 中国四川省的一例甲型H1N1流感疑似病例中午被确诊，这是中国内地首例被确诊的甲型H1N1流感病例。新浪（页面存档备份，存于）
  - 美国官方说现在已经证实的甲型H1N1流感的病例上升到2532人，成为确诊感染人数最多的国家。BBC中文网（页面存档备份，存于）
- 第二次中英经济财金对话在英国伦敦举行。新华网（页面存档备份，存于）
- 美国国家航空航天局在佛罗里达州肯尼迪航天中心发射升空，机上将对进行最后一次维护。21cn.com

## 5月10日
- 印度尼西亚总统苏西洛率领的民主党在9日举行的国会选举中获得560个议席中的148个，成为国会第一大党。新华网（页面存档备份，存于）
- 斯里兰卡政府军对东北部泰米尔伊拉姆猛虎解放组织的控制区发动炮战，造成至少378人死亡，其中包括100名儿童。中新网（页面存档备份，存于）新华网（页面存档备份，存于）

## 5月9日
- 2009年甲型H1N1流感疫潮：
  - 挪威、巴拿馬和澳大利亞確診首索個案。新華社（页面存档备份，存于）新華社路透社（页面存档备份，存于）
  - 哥斯大黎加繼美國、加拿大和墨西哥後出現死亡案例。路透社（页面存档备份，存于）
- 东南亚恐怖组织伊斯兰祈祷团在新加坡分支机构的头目马斯·塞拉马特在新加坡越狱一年多之后，在马来西亚柔佛州被警察抓获。新华网（页面存档备份，存于）
- 台风灿鸿自7日在菲律宾吕宋岛登陆以来，已造成至少25人死亡，11人失踪。新华网 Archive.today的存檔，存档日期2013-04-28
- 雅各布·祖马在南非行政首都比勒陀利亚宣誓就任新一任总统，成为南非废除种族隔离制度以来的第4任总统，也是首位奉行一夫多妻制的南非总统。新华网（页面存档备份，存于）新华网（页面存档备份，存于）
- 俄罗斯在首都莫斯科红场举行“2009年莫斯科纪念卫国战争胜利64周年庆典阅兵式”纪念苏联卫国战争胜利64周年。

## 5月8日
- 2009年甲型H1N1流感疫潮：
  - 日本確診三起病例。KXNet.com
  - 阿根廷確診首宗病例。路透社（页面存档备份，存于）
  - 加拿大確診病例增至214宗，一名艾伯塔省女子死亡，使加拿大成為全球第三個有死亡個案的國家。人民網（页面存档备份，存于）加拿大人郵報（页面存档备份，存于）

## 5月7日
- 2009年甲型H1N1流感疫潮：
  - 全球已有超過2300人染病，44人死亡。路透社（页面存档备份，存于）
  - 巴西確診首宗病例。新華社 Archive.today的存檔，存档日期2013-04-28
  - 美國已有896宗病例，分布在41個州，其中伊利諾伊州佔204宗。美國疾病控制中心（页面存档备份，存于）
- 中国四川省政府公布在2008年5月12日汶川大地震中遇难和失踪的学生总数共为5335人，这是中国官方首次公布相关数据。新华网（页面存档备份，存于）BBC中文网（页面存档备份，存于）
- 美國銀行業壓力測試結果公布。十九家銀行中有十家需要集資750億美元。彭博（页面存档备份，存于）
- 歐盟與六個東歐國家在捷克首都布拉格啟動「東部夥伴關係」。美聯社新華社（页面存档备份，存于）

## 5月6日
- 2009年甲型H1N1流感疫潮：
  - 瑞典和瓜地馬拉都確診了甲型H1N1流感。路透社（页面存档备份，存于）
  - 美國德克薩斯州卡梅倫縣一名女子死於流感，是第一位死於此次疫潮的美國公民。BBC（页面存档备份，存于）
- 南非国民议会选举执政党非洲人国民大会主席雅各布·祖马为新一任总统。新华网（页面存档备份，存于）

## 5月5日
- 2009年甲型H1N1流感疫潮：
  - 韓國一名與當地首名病人同住的女子證實確診患有甲型H1N1流感。海峽時報（页面存档备份，存于）
- 一批槍手襲擊土耳其馬爾丁省的一個婚禮，造成45人死亡。天空新聞（页面存档备份，存于）
- 中国选手王皓在日本横滨举行的第50届世界乒乓球锦标赛单项赛中以4:0战胜队友王励勤获得男单冠军，中国选手张怡宁以4:2战胜队友郭跃获得女单冠军。人民网（页面存档备份，存于）
- 格鲁吉亚部分军官发动军事政变，旨在破坏6日在格鲁吉亚举行的北约组织的军事演习，并推翻由总统萨卡什维利领导的政权。新华网（页面存档备份，存于）
- 欧洲议会通过禁止海豹制品在欧盟市场交易的法案，此举被以为将有助于结束加拿大商业捕杀海豹的行为。新华网（页面存档备份，存于）

## 5月4日
- 2009年甲型H1N1流感疫潮：
  - 葡萄牙確診首宗感染個案。每日新聞報
  - 薩爾瓦多確診首宗感染個案。ABS CBN
- 在日本横滨举行的第50届世界乒乓球锦标赛单项赛中，中国选手提前包揽了所有5个单项的冠军，这是中国选手在世界乒乓球锦标赛中第7次包揽5个单项的冠军。体坛网新华网（页面存档备份，存于）
- 尼泊爾總理普拉昌達在總統收回他下令解除參謀長職務的決定後宣佈辭職。較早前第二大黨尼泊尔共产党（联合马列）宣布退出政府。美國之音
- 苏格兰选手希金斯在谢菲尔德克鲁斯堡剧院举行的2009年斯诺克世界锦标赛决赛中以18:9战胜英格兰选手墨菲，第3次获得斯诺克世界锦标赛的冠军。搜狐（页面存档备份，存于）

## 5月3日
- 2009年甲型H1N1流感疫潮：
  - 哥倫比亞確診首宗感染個案。觀察家報（页面存档备份，存于）
  - 加拿大艾伯塔省有二百多隻豬被人感染H1N1甲型流感。新華網 Archive.today的存檔，存档日期2013-04-28
- 巴勒斯坦自治政府主席阿巴斯指，以巴和平方案必須以「兩國方案」為基礎。以色列外交部副部长丹尼埃勒·阿亚隆同日表示，以色列将致力于与巴勒斯坦方面达成一份全面和平协议，并接受「两国方案」。Ma'an News Agency國際在線（页面存档备份，存于）
- 巴拿马民主变革党等政党组成的反对党联盟的候选人里卡多·马蒂内利赢得当天举行的总统选举，将成为新一任巴拿马总统。新华网（页面存档备份，存于）

## 5月2日
- 2009年H1N1甲型流感疫潮：
  - 韓國確診一宗H1N1甲型流感個案。SBS（页面存档备份，存于）
  - 義大利和愛爾蘭分別確診首宗H1N1甲型流感個案。新華網（页面存档备份，存于）新華網（页面存档备份，存于）
  - 美國已經有三十個州有確診個案。法新社（页面存档备份，存于）

## 5月1日
- 2009年H1N1甲型流感疫潮：
  - 香港確診一宗H1N1甲型流感個案，一名來自墨西哥的旅客證實患病。香港電台（页面存档备份，存于）
  - 丹麥確診一宗H1N1甲型流感個案。MARKETWATCH（页面存档备份，存于）
  - 法國也確診當地首宗個案。美國之音

- 瑞典议会在4月1日通过的承认同性婚姻的法案正式生效，瑞典成为世界上第七个承认同性婚姻的国家。爱白网[]新华网（页面存档备份，存于）
- 英國政府宣布任命知名詩人和作家卡羅爾·安·達菲為下任桂冠詩人，令她成為341年來英國首名蘇格蘭人、女性且公開同性戀者身分的桂冠詩人。鏡報（页面存档备份，存于）